# Ускутские водопады
Уску́тские водопа́ды (укр. Ускутськи водоспади, крымскотат. Üsküt şelâleleri, Ускют шелялелери) — система эфемерных каскадов и водопадов на реке Ускут в городском округе Алушта Республики Крым (согласно административно-территориальному делению Украины — Алуштинском горсовете Автономной Республики Крым).
Находятся в верховье реки, в ущелье, ведущем с перевала Кок-Асан-Богаз, между вершинами Хургуч и Кыз-Кая. Состоят из нескольких живописных каскадов с водопадами, между отвесных скал среди густого леса.
В годы Великой Отечественной войны в районе водопадов, возле которых проходит шоссе Белогорск — Приветное, велись активные бои партизан 2-го партизанского района с фашистами.
Ускутские водопады пока малоизвестны и потому малопосещаемы — расположены в труднодоступном, достаточно удалённом месте, к ним нет ещё обустроенных троп.